# Christoffel van Hohenzollern-Haigerloch
Christoffel van Hohenzollern-Haigerloch (Haigerloch, 20 maart 1552 - aldaar, 21 april 1592) was van 1576 tot aan zijn dood de eerste graaf van Hohenzollern-Haigerloch. Hij behoorde tot het huis Hohenzollern en stichtte de linie Hohenzollern-Haigerloch van deze dynastie.

## Levensloop
Christoffel was de derde overlevende zoon van graaf Karel I van Hohenzollern en Anna van Baden, dochter van markgraaf Ernst I van Baden-Durlach. Samen met zijn broer Karel II studeerde hij in Freiburg im Breisgau en in het Franse Bourges rechtswetenschappen.
Na het overlijden van zijn vader in 1576 kwam het tot een verdeling van het graafschap Hohenzollern tussen Christoffel en zijn broers Eitel Frederik I en Karel II: Eitel Frederik kreeg Hohenzollern-Hechingen, Karel II kreeg Hohenzollern-Sigmaringen en Christoffel kreeg Hohenzollern-Haigerloch. Buiten de heerlijkheid Haigerloch erfde Christoffel eveneens Imnau, Steffen en het kasteel van Enisheim. 
Hij bekommerde zich intensief om de administratie van zijn landerijen en begon snel met omvangrijke bouwwerken aan zijn residentieslot in Haigerloch. Deze bouwwerken waren bij zijn dood echter nog niet klaar. Ook stichtte hij samen met zijn echtgenote de Sint-Trinitatiskerk in Haigerloch.
Na de dood van graaf Christoffel Stanislaus van Nellenburg, wiens broer gehuwd was met een gravin van Hohenzollern, erfde hij in 1591 de heerlijkheid Wehrstein, met slot en stad en het dorp Dettensee. Een concurrente voor de erfenis, Anna Maria van Wolfenstein die gehuwd was met een burger uit Bregenz Fezenn, werd uitgeschakeld nadat Christoffel en zijn broers haar in een brief aan de ridderschap en adel van Zwaben neerzetten als een prostituee.
Christoffel van Hohenzollern-Haigerloch stierf op 40-jarige leeftijd.

## Huwelijk en nakomelingen
In 1577 huwde Christoffel in Sigmaringen met Catharina (overleden na 1608), dochter van vrijheer Christoffel van Welsperg. Ze kregen zes kinderen:
- Johan Christoffel (1586-1620), graaf van Hohenzollern-Haigerloch
- Karel (1588-1634), graaf van Hohenzollern-Haigerloch
- Maria Salomea Kunigonde (1578-1647), zuster in het klooster van Inzigkofen
- Anna Dorothea (overleden in 1647), priorin in het klooster van Inzigkofen
- Maria Sidonia, zuster in de Abdij van Söflingen
- Jacoba (overleden na 1607)